# Himno nacional de Senegal
Le lion rouge (en francés: «El león rojo»), también conocido como Pincez tous vos koras, frappez les balafons (en francés: «Rasguead todos vuestras koras, tocad los balafones»), es el himno nacional de la República de Senegal. Fue escrito por Léopold Sédar Senghor y  compuesto por Herbert Pepper.

## Letra
Pincez tous vos koras, frappez les balafons. 

Le lion rouge a rugi. 

Le dompteur de la brousse 

D'un bond s'est élancé, 

Dissipant les ténèbres. 

Soleil sur nos terreurs, soleil sur notre espoir. 

Debout, frères, voici l'Afrique rassemblée 

Fibres de mon cœur vert.

Épaule contre épaule, mes plus que frères,

O Sénégalais, debout !

Unissons la mer et les sources, unissons la steppe et la forêt !

Salut Afrique mère.

Sénégal toi le fils de l'écume du lion,

Toi surgi de la nuit au galop des chevaux,

Rend-nous, oh ! rends-nous l'honneur de nos ancêtres,

Splendides comme ébène et forts comme le muscle

Nous disons droits - l'épée n'a pas une bavure.

Sénégal, nous faisons nôtre ton grand dessein :

Rassembler les poussins à l'abri des milans

Pour en faire, de l'est à l'ouest, du nord au sud,

Dressé, un même peuple, un peuple sans couture

Mais un peuple tourné vers tous les vents du monde.

Sénégal, comme toi, comme tous nos héros,

Nous serons durs sans haine et des deux bras ouverts.

L'épée, nous la mettrons dans la paix du fourreau,

Car le travail sera notre arme et la parole.

Le Bantou est un frère, et l'Arabe et le Blanc.

Mais que si l'ennemi incendie nos frontières

Nous serons tous dressés et les armes au poing :

Un peuple dans sa foi défiant tous les malheurs,

Les jeunes et les vieux, les hommes et les femmes.

La mort, oui! Nous disons la mort, mais pas la honte.